# Тищенко, Вадим Николаевич (экономист)
Вадим Николаевич Тищенко (укр. Тищенко Вадим Миколайович; род. 16 августа 1938; Харьков) — украинский учёный, доктор экономических наук. Основатель и ректор частного учреждения высшего образования — Харьковского института экономики рыночных отношений и менеджмента в 1993—2021 годах.

## Биография
Вадим Тищенко родился 16 августа 1938 года в Харькове. Высшее образование получил в Харьковском инженерно-экономическом институте, закончивший со специальностью инженер-экономист металлургического производства. Работал на Харьковском турбинном заводе им. Кирова пока, по результатам конкурса, не получил должность старшего научного сотрудника в лаборатории организации труда и заработной платы Всесоюзного научно-исследовательского института организации производства и труда чёрной металлургии (ВНИИОчермет). Позже возглавил в институте группу лаборатории научной организации труда и управления производством и председательствовал советом молодых учёных института.
В 1974 году защитил кандидатскую диссертацию по теме «Пути повышения производительности труда и совершенствование методов оценки уровня организации мартеновского производства», через три года стал заведующим отделом экономики труда, а ещё через пять лет — заместителем директора исследовательского института.
Также, работал в Харьковском отделе Высшей школы профсоюзного движения, где занимал должности доцента, профессора, заведующего кафедрой и проректора учреждения. В 1994 году получил учёную степень доктора экономических наук.
В 1993 году основал и возглавил Харьковский институт экономики рыночных отношений и менеджмента (ХИЭРОиМ). Под его руководством был образован Народный академический комплекс, в которого кроме института входили детский сад, бизнес-гимназия и бизнес-колледж. Согласно концепции Тищенко, во время обучения, начиная с дошкольного возраста и оканчивая 11 классом гимназии, детям прививают экономический образ мышления, и они изучают теории человеческих отношений и основы экономики и предпринимательства. Продолжить своё обучение они могли в колледже или институте. Одной из главных особенностей преподавания основана на том, что больше половины занятий представляют собой деловые игры, тренинги и студийные практикумы. Вадим Тищенко оставался ректором института до конца января 2021 года.

## Научная деятельность
Научной работой Вадим Тищенко занимается с 1966 года, его сфера научных интересов учитывает экономику рыночных отношений, менеджмент, маркетинг, количественную оценку уровня организации и управления. Постоянно занимается совершенствованием организации и методологии учебно-воспитательного процесса. По состоянию на 2004 год, опубликовал около двухсот научных работ в целом объёмом в 697,2 печатных листов, в частности учебники, монографии и книги с результатами собственных научных исследований. Научные статьи и интервью с Тищенко печатались в таких изданиях: «Металлург», «Социалистический труд», «Экономическая газета», «Стратегия экономического развития Украины», «Фінанси України», «Персонал». Также, он участвовал в редактировании сборников тезисов докладов межвузовских научно-практических интернет-конференций, которые проводил ХИЭРОиМ.
Вадим Тищенко сформировал концепцию создания Научно-исследовательского института педтехнологий и программ формирования интеллектуального потенциала Украины. Для реализации данной концепции при ХИЭРОиМ были созданы научно-методическое подразделение и учебно-воспитательный центр диагностики раннего развития и реализации скрытых интеллектуальных способностей ребёнка.
За свои научные достижения награждался золотой и серебряными медалями ВДНХ. Действительный член Международной кадровой академии.

## Научные публикации
- Пути повышения производительности труда и совершенствование методов оценки уровня организации мартеновского производства: автореф. дис. на соиск. учен. степени канд. экон. наук (08.00.05) / В. Н. Тищенко. — Днепропетровск, 1973 [на обл.: 1974]. — 30 с.
- Якість та ефективність навчання — мета нашого існування // Крізь терни…: Нариси становлення приватної вищої освіти в Україні — Харків : Народна українська академія, 2001. — С. 258—264.